# Prieuré de Fontcreuse
Le prieuré Saint-Gilles de Fontcreuse est un ancien prieuré de l'ordre de Grandmont dont il ne reste plus que l'église et quelques soubassements épars. Il se trouve en Charente dans la commune poitevine de Saint-Coutant, à deux kilomètres au sud du bourg.

## Histoire et description
Ce prieuré construit dans un vallon daterait de 1170. Il est fait mention de l'église en 1189, année de la canonisation de saint Étienne de Muret, le fondateur de l'ordre de Grandmont, car il s'y est produit un miracle cette année-là. Le prieuré conservait un morceau de table dont s'était servi le fondateur et que le procureur du prieuré, Amélius de La Croisille, avait apporté à Fontcreuse. Or ce morceau de bois ne pouvait se consumer par les flammes et « depuis ce temps, l'eau dans laquelle on faisait tremper cette relique, guérissait beaucoup de malades », dont le procureur lui-même. En 1295, il est recensé quatre clercs au prieuré. Lorsque le pape Jean XXII procède à la réformation de l'ordre en 1317, Fontcreuse est uni au prieuré de La Carte (à Vitré) et rétrograde au rang de simple maison qui est affermée. Les maisons grandmontaines de la région souffrent de la guerre de Cent Ans et des représailles du roi de France, après la guerre, car elles avaient pris parti pour le roi d'Angleterre. Au milieu du XVIIIe siècle, Fontcreuse devient la propriété des jésuites qui l'amodient. Les bâtiments monastiques servent de carrière de pierres.
Il demeure de l'ancien prieuré son église, devenue simple grange de foin et étable, dans la cour d'une exploitation agricole. L'église a été amputée de son abside en cul-de-four de 5,20 mètres de long sur 6,60 mètres (plus large que la nef). L'église mesurait 28,80 mètres de longueur avec une nef de 6,03 mètres de largeur et la voûte en berceau a été démolie pour laisser la place à un plafond plat. Le pavage de dalles de calcaire est encore visible. La petite porte des moines, qui donnait sur le cloître au sud, existe toujours avec ses deux voussures ; la porte des fidèles qui donnait au nord a été vendue à un antiquaire à la fin du XXe siècle. La façade occidentale, de 8,80 mètres, est percée d'une haute fenêtre ébrasée en plein cintre.  